# Dīshdīsh
Dīshdīsh (persiska: دیشدیش, Dīsh Dīsh) är en ort i Iran.   Den ligger i provinsen Khorasan, i den nordöstra delen av landet, 700 km öster om huvudstaden Teheran. Dīshdīsh ligger 1 203 meter över havet och antalet invånare är 519.
Terrängen runt Dīshdīsh är platt. Runt Dīshdīsh är det ganska glesbefolkat, med 48 invånare per kvadratkilometer. Närmaste större samhälle är Darrūd, 15,5 km norr om Dīshdīsh. Omgivningarna runt Dīshdīsh är i huvudsak ett öppet busklandskap.